# Dolnosaský kraj

Mapa Dolnosaského kraje

Dolnosaský kraj či Dolnosaský říšský kraj (německy Niedersächsischer Reichskreis, latinsky Circulus Saxonicus inferior, anglicky Lower Saxon Circle) byl jedním z deseti krajů Svaté říše římské. Vznikl roku 1512 rozdělením bývalého Saského kraje a zanikl spolu s říší r. 1806. Kraj byl známým střediskem protestantismu i protihabsburské politiky v říši, což vyvrcholilo v první polovině třicetileté války. Tehdy dánský král Kristián IV., svedl válku za zájmy protestantů s císařem Ferdinandem II. a Katolickou ligou (1625–1629), kterou oficiálně nevedl jako dánský král, ale s podporou kraje jako tzv. krajský nejvyšší (Obrist). Král byl ostatně jako vévoda holštýnský jedním z krajských knížat. Válka však skončila díky úsilí Valdštejna a Tillyho drtivým vítězství císaře a krajští stavové museli svou otevřenou proticísařskou politiku napříště mírnit. Krajské sněmy se konaly nejdříve v Hannoveru a později v Halberstadtu.

## Členové kraje
Krajské stavy nebyly rozděleny do kúrií, ale zasedaly a hlasovaly dohromady v jedné jediné valné hromadě. Jejich počet se v průběhu staletí měnil, oproti jiným krajům, jen málo.
Vysvětlivky: V – knížata, která před r. 1803 získala virilní hlas v knížecí radě říšského sněmu, V1 – knížata, kterým byl virilní hlas toho roku přislíben.

### Členové v 17. a 18. století
- Brémské arcibiskupství, V (od r. 1648 vévodství), r. 1648 přešlo na lavici světských krajských knížat
- Halberstadtské biskupství, V (od r. 1648 knížectví) – od r. 1648 součást Braniborského kurfiřtství
- Hildesheimské biskupství, V
- Lübecké biskupství, V (od reformace, resp. r. 1648 luteránské s dědičnými biskupy z Gottorpského rodu, od r. 1803 světské knížectví s centrem v Eutinu)
- Ratzeburské biskupství, V (od r. 1648  světské knížectví), od r. 1648 součást Meklenburska, od r. 1701 Meklenbursko-Střelicka, ke krajským stavům patřilo až od reformace
- Zvěřínské biskupství, V (od r. 1648  světské knížectví), od r. 1648 součást Meklenburska, od r. 1701 součást Meklenbursko-Zvěřínska, ke krajským stavům patřilo až od reformace

- Klášter Riddagshausen – od r. 1567 součást Brunšvicka-Wolffenbüttelska
- Okněžněný klášter Gandersheim – jeho říšská bezprostřednost a krajské stavovství zpochybňována ze strany Brunšvicka-Wolffenbüttelska

- Brémské vévodství, V (od r. 1648) – v l. 1648–1720 součást Švédska, poté k Hannoverskému kurfiřtství
- Blankenburské knížectví, V1 (od r. 1707, předtím hrabství) – vládla brunšvická sekundogenitura, od r. 1731 opět součást Brunšvicka-Wolffenbüttelska
- Brunšvicko-calenberské knížectví, V (jedno z dílčích knížectví Brunšvicko-lüneburského vévodství), od r. 1692 znovusjednoceno do Hannoverska)
- Brunšvicko-grubenhagenské knížectví, V od r. 1692 (jedno z dílčích knížectví Brunšvicko-lüneburského vévodství) znovusjednoceno do Hannoverska)
- Holštýnské vévodství, glückstadtský (královský) úděl, V – náleželo od dělení r. 1544 Dánsku (předtím v dánských rukách celé Holštýnsko)
- Holštýnsko-gottorpské vévodství, V (gottorpský úděl) – náleželo od dělení r. 1544 do r. 1773 Gottorpským vévodům – Holštýnsko jako celek v kraji od r. 1548
- Lüneburské knížectví, V (jedno z dílčích knížectví Brunšvicko-lüneburského vévodství) r. 1705 znovusjednoceno do Hannoverska)
- Meklenbursko-güstrowské vévodství, V (vzniklo 1621, od r. 1699 opět součást Meklenburska-Zvěřínska)
- Meklenbursko-zvěřínské vévodství, V
- Říšské hrabství Rantzau (na krajském sněmu od r. 1662, od r. 1726 dánské)
- Sasko-lauenburské vévodství (od r. 1689 součást Lüneburského knížectví)
- Brunšvicko-wolffenbüttelské knížectví, V (jedno z dílčích knížectví Brunšvicko-lüneburského vévodství)
- Hrabství Regenstein (před r. 1599 Hrabství Blankenburg-Regenstein) – r. 1599 rozděleno mezi Brunšvicko-Wolffenbüttelsko (viz Blankenburg) a Halberstadtské biskupství, halberstadtská část pak měnila majitele (mj. Maxmilián z Valdštejna), až r. 1648 připadlo Braniborsku, Braniborsko se krajských sněmů již neúčastnilo

- Brémy
- Goslar
- Hamburk (hlas od r. 1620 díky přímluvě císaře)
- Lübeck
- Mühlhausen
- Nordhausen
- Göttingen (nebyl říšským městem, součást Brunšvicka, přesto uhájil krajské stavovství)

### Bývalí členové se zaniklým hlasem
- Holštýnsko-haderslebenské vévodství (v l. 1544–1581, pak rozděleno mezi královské Holštýnsko a Holštýnsko-Gottorpsko)
- Holštýnsko-pinneberské hrabství (domácí dynastie Schauenburgů vymřela r. 1635, v l. 1640–1650 rozděleno mezi Dánsko, Holštýnsko-Gottorpsko a Rantzau)
- Hrabství Amt Segenberg a Fleinschberg (1628–1629) (krátký pokus zřídit říšské hrabství kolem holštýnského Segebergu a šlesvického Flensburgu pro Albrechta z Valdštejna, po míru s Dánskem vráceno)

### Chybně uváděné stavy
- Hrabství Wunstorf (již od r. 1442 součást Brunšvicka, chybně uváděla matrika z r. 1532, opraveno v matrice z r. 1535)
- Města  Hildesheim,  Lüneburg a  Brunšvik (nebyla říšskými městy, šlo hlavní města různých knížectví)